# Cryptostephanus
Cryptostephanus је род афричких биљака из породице Amaryllidaceae, пореклом из Кеније, Танзаније, Анголе, Мозамбика, Зимбабвеа и Намбије. Најближи род су јој кливије, са којим дели неке карактеристике, укључујући дебело, меснато корење, лишће налик на каишеве и плодове у облику бобица.
Врсте
- Cryptostephanus densiflorus Welw. ex Baker - Ангола, Намбија
- Cryptostephanus haemanthoides Pax - Кенија, Танзанија
- Cryptostephanus vansonii Verd. - Мозамбик, Зимбабве[5]